# Лена (альбом)
«Лена» — девятый студийный альбом Елены Ваенги, изданный компанией «Квадро-диск» в начале сентября 2012 года. Альбом состоит из 14 песен собственного сочинения Елены Ваенги.
Песня «Где была?» была удостоена премии Русского Радио «Золотой граммофон» и диплома ежегодного музыкального фестиваля «Песня года», а композиции «Принцесса», «Больно» и «Виски», суммарно находившиеся в тройке лучших хит-парада «Шансон Года» 38 недель, стали хитами на Радио Шансон и получили премию «Шансон года» в 2011 и 2013 годах.

## Список композиций
| №   | Название           | Автор(ы)     | Длительность |
| --- | ------------------ | ------------ | ------------ |
| 1.  | «Где была»         | Хрулёва Е.В. | 2:50         |
| 2.  | «Принцесса»        | Хрулёва Е.В. | 3:22         |
| 3.  | «Лодочка»          | Хрулёва Е.В. | 4:00         |
| 4.  | «Сложная песня»    | Хрулёва Е.В. | 4:30         |
| 5.  | «Больно»           | Хрулёва Е.В. | 4:35         |
| 6.  | «По моей щеке»     | Хрулёва Е.В. | 3:28         |
| 7.  | «Ехал ко мне друг» | Хрулёва Е.В. | 4:05         |
| 8.  | «Лена»             | Хрулёва Е.В. | 3:24         |
| 9.  | «Номерок»          | Хрулёва Е.В. | 3:15         |
| 10. | «Ре, ля»           | Хрулёва Е.В. | 3:52         |
| 11. | «Виски»            | Хрулёва Е.В. | 5:03         |
| 12. | «Другу»            | Хрулёва Е.В. | 3:53         |
| 13. | «Ленточка»         | Хрулёва Е.В. | 3:43         |
| 14. | «Мамочка»          | Хрулёва Е.В. | 3:21         |

## Участники записи
- Е. Ваенга — вокал.
- Н. Павлова, Е. Ваенга — бэк-вокал.
- П. Захаров, Р. Садырбаев, А. Шихов — барабаны.
- И. Любимов, С. Емец, Р. Сафаргалиев — бас-гитара.
- П. Илюшин, М. Алексеенко — электрогитара.
- А. Арсеньев — аккордеон.
- К. Данилов, С. Андрухов — клавиши.
- Е. Бондарев, Е. Соколов, М. Тебеньков — труба.
- С. Долженков, А. Вишняков — тромбон.
- В. Герасимов, В. Бобраков, В. Слободин — акустика.

Студия «L-Sound», Студия ДДТ, Студия «Интерзвук»
- А. Васильев, К. Костомаров — сведение.
- К. Костомаров — мастеринг.
- Н. Алмаев, А. Васильев — запись.

## Награды и номинации
| Год  | Награда           | Номинированная работа | Результат |
| ---- | ----------------- | --------------------- | --------- |
| 2011 | Шансон года       | «Принцесса»           | Победа    |
| 2012 | Золотой граммофон | «Где была»            | Победа    |
| 2012 | Песня года        | «Где была»            | Победа    |
| 2013 | Шансон года       | «Больно»              | Победа    |
| 2014 | Шансон года       | «Виски»               | Номинация |